# Dynamic Tower
Pour les articles homonymes, voir Dynamic.
La Dynamic Tower (aussi connue comme la Dynamic Architecture Building ou encore la Da Vinci Tower) est un projet de 420 mètres avec 80 étages rotatifs située à Dubaï aux Émirats arabes unis, dessinée par l'architecte David Fisher,.
Similaire à la Suite Vollard (en) terminée en 2001 au Brésil, chaque étage est capable de tourner indépendamment. Cela se traduira par une forme en constante évolution de la tour. Chaque étage peut tourner jusqu'à 6 mètres par minute, soit une rotation complète en 90 minutes.
Il sera le premier gratte-ciel préfabriqué avec 40 modules construits en usine pour chaque étage. 90 % de la tour sera construite en usine et livré sur le chantier. Cela permettra à l'ensemble du bâtiment d'être construit en seulement 22 mois. Le noyau de la tour sera construit sur le chantier. La préfabrication permet la diminution des coûts et du nombre de travailleurs (90 sur le chantier et 600 en usine au lieu de 2000 nécessaires). Le temps total de la construction est de plus de 30 % de moins qu'un gratte-ciel normal de la même taille. La majorité des travailleurs seront en usine, où ils seront beaucoup plus en sûreté. Les modules seront pré-installés, y compris les cuisines et sanitaires. Le noyau desservira chaque étage avec un raccordement breveté spécial pour une eau propre, basé sur la technologie utilisée pour ravitailler les avions en plein vol.
La tour sera entièrement alimentée par des éoliennes et des panneaux solaires photovoltaïques. L'excédent d'électricité alimentera les cinq autres bâtiments de taille similaires dans les environs. Les éoliennes seront situées entre chaque étage rotatif. Elles pourront générer jusqu'à 1 200 000 kWh d'énergie. Les panneaux solaires seront situés sur le toit et sur la partie supérieure de chaque étage,,.
En 2008, Fisher déclare achever la tour en 2010. En 2009, Fisher déclare que la construction serait terminée fin 2011. Cependant, la construction n'a pas encore commencé et le site du gratte-ciel n'a pas encore été déterminé publiquement. Fisher ne veut pas « dire où la tour sera construite, [...] car il veut garder la surprise. » Fisher reconnaît qu'il n'est pas connu, qu'il n'a jamais construit de gratte-ciel et qu'il n'a pas pratiqué d'architecture régulièrement au cours des dernières décennies. En 2020, la construction n'a pas commencé et il n'y a pas eu d'annonce officielle du chantier.